# Villoldo (kommunhuvudort)
Villoldo är en kommunhuvudort i Spanien.   Den ligger i provinsen Provincia de Palencia och regionen Kastilien och Leon, i den norra delen av landet, 220 km norr om huvudstaden Madrid. Villoldo ligger 803 meter över havet och antalet invånare är 432.
Terrängen runt Villoldo är platt. Runt Villoldo är det glesbefolkat, med 8 invånare per kvadratkilometer. Närmaste större samhälle är Carrión de los Condes, 6,4 km norr om Villoldo. Trakten runt Villoldo består till största delen av jordbruksmark.